# Lucien Descaves
Lucien Alexandre Descaves, född den 18 mars 1861 i Paris, död där den 6 september 1949, var en fransk författare.
Descaves väckte uppseende med den antimilitaristiska romanen Les sous-offs (1889), som åtalades inför rätta som förnärmande för armén och sårande för sedligheten, men frikändes. Descaves författade flera romaner och skådespel i naturalistisk anda. Han var medlem av Goncourtakademien från dess stiftande.